# جانگ جا یون
جانگ جا یون (کره‌ای: 장자연؛ ۲۵ ژانویه ۱۹۸۰ – ۷ مارس ۲۰۰۹) بازیگر اهل کره جنوبی بود. او زادهٔ جونگ‌اوپ،  استان جولا شمالی، کره جنوبی بود. او حرفهٔ خود در صنعت سرگرمی را در سال ۲۰۰۶ با حضور در یک تبلیغ تلویزیونی آغاز کرد. او به خاطر ایفای نقش سانی، یکی از آنتاگونیست‌ها در مجموعه تلویزیونی پسران فراتر از گل‌ها (۲۰۰۹) شناخته می‌شود. او در ۷ مارس ۲۰۰۹ در سن ۲۹ سالگی بر اثر خودکشی در گذشت.
جانگ در زمان مرگش از افسردگی عمده رنج می‌برد و در سال ۲۰۱۹ آشکار شد که تحقیقات اولیه در مورد مرگ او در سال ۲۰۰۹ مشکوک بوده است. تحقیقات سال ۲۰۰۹ به این نتیجه رسیده بود که مرگ او یک خودکشی بوده است، اما تحقیقات در سال ۲۰۱۸ دوباره آغاز شد. مرگ او در سال ۲۰۰۹ باعث رسوایی ملی شد، زمانی‌که اعلام شد او توسط تعدادی از مدیران برجستهٔ صنعت سرگرمی از جمله کیم سونگ هون مدیر عامل آژانس سابق این بازیگر به نام کانتنتس انترتینمنت، مورد آزار جنسی و جسمی قرار گرفته است. پس از شهادت سه شاهد علیه مدیر عامل کیم سونگ هون، او توسط دادگاه‌های کره‌ای به خاطر آزار و اذیت، متهم شناخته شد، به ویژه اینکه دختران آژانس خود را مجبور به حضور در جشن تولدش و مجبور به سرگرمی جنسی با مدیران اجرایی کرده است.

## فیلم‌شناسی

### مجموعه تلویزیونی
| سال  | عنوان               | نقش  | منابع |
| ---- | ------------------- | ---- | ----- |
| ۲۰۰۹ | پسران فراتر از گل‌ها | سانی | [ ۵ ] |

### فیلم
| سال  | عنوان                     | نقش   | منابع |
| ---- | ------------------------- | ----- | ----- |
| ۲۰۰۹ | در جستجوی فیل             | هه می | [ ۶ ] |
| ۲۰۰۹ | پرونده گمشده عجیب آقای جی | مین آ | [ ۷ ] |